# Stephanie Richards
Stephanie „Steph“ Richards (* um 1985) ist eine US-amerikanische Jazz- und Improvisationsmusikerin (Trompete, Flügelhorn, Komposition).

## Leben und Wirken
Richards studierte an der Eastman School of Music, der McGill University und am California Institute of the Arts. Im Laufe ihrer Karriere arbeitete sie u. a. mit Henry Threadgill, Butch Morris, John Zorn, Anthony Braxton, Helmut Lachenmann oder Mike Kelley. 2009 gehörte sie zu den Gründern des Asphalt Orchestra (u. a. mit Alan Ferber und Shane Endsley), das international mehrfach auf Tournee ging, mit David Byrne,  St. Vincent, Goran Bregović, Tatsuya Yoshida, Tyondai Braxton sowie Yoko Ono arbeitete und bisher zwei Alben vorlegte. Sie spielte weiterhin im Steven Lugerner Dectet (Live at the Bunker, 2012) und im Taylor Ho Bynum Plustet (Enter the Plustet, 2016). Mit Manfred Werder, Erik Carlson, und D. Edward Davis legte sie das Album 2003 (Edition Wandelweiser Records, 2016) vor; im Trio mit Vinny Golia und Bert Turetzky entstand das Album Trio Music (2018).  Ferner trat sie mit Andrew Drury und Sara Schoenbeck auf. 
Richards schrieb Auftragskompositionen wie Rotations (für zwölf Musiker und Karussel) und ist Co-Vorsitzende des Festival of New Trumpet (FONT). Sie unterrichtet an der University of California, San Diego.

## Diskographische Hinweise
- Fullmoon (Relative Pitch, 2018)
- Take the Neon Lights (Birdwatcher, 2020), mit James Carney, Sam Minaie, Andrew Munsey
- Supersense (2020), mit Sean Raspet, Jason Moran, Stomu Takeishi, Kenny Wollesen
- Zephyr (2021)
- Power Vibe (2024)